# Хлорид магния-натрия
Хлорид магния-натрия — неорганическое соединение,
двойная соль магния, натрия и соляной кислоты
с формулой NaMgCl3 (или NaCl•MgCl2),
бесцветные кристаллы,
растворяется в воде,
образует кристаллогидраты.

## Физические свойства
Хлорид магния-натрия образует бесцветные кристаллы.
Растворяется в воде.
Образует кристаллогидраты состава NaMgCl3•H2O.